# غاري بيرش (مهندس)
غاري بيرش هو مهندس كندي، ولد في 20 أكتوبر 1957.